# Сатурния луна
Сатурния луна, (лат. Actias luna) — вид павлиноглазок из подсемейства Agliinae.
На Дальнем Востоке России обитают сходные виды — Actias artemis (=Actias gnoma), Actias dulcinea (=Actias artemis auct.).

## Распространение
Встречается в Северной Америке, в США от Великих равнин на востоке до Флориды до штата Мэн; в Канаде от Саскачевана на восток через центральный Квебек до Новой Шотландии, а также Мексике и Гватемале.

## Описание
Размах крыльев 8—11,5 см. Окраска крыльев сине-зеленый на севере ареала и для зимующего поколения в центральных и южных штатах США; крылья второго и третьего поколения имеют более жёлто-зелёную окраску.  Передние крылья треугольной формы, с серповидно приострённой вершиной. Задние крылья с лировидно вытянутыми анальными углами, в виде хвостов, которые поддерживаются удлинёнными и изогнутыми жилками M3, Cu1 Cu2 и A2. У самцов вытянутая часть задних крыльев почти равна или превышает ширину крыла, у самки — меньше ширины крыла. Костальный край переднего крыла красновато-розовый. Тело вальковатое, густо опушенное. Усики перистые, с двумя парами выростов на каждом членике, у самок выросты значительно короче, чем у самцов. Ротовые органы редуцированные: хоботок недоразвит. Ноги укороченные; голени задних ног с 2—3 шпорами.

## Биология
Сумеречные и ночные бабочки, самцы более активны, чем самки.
В зависимости от климатических условий на разных территориях ареала, развивается в разном количестве поколений за год. В Канаде и северных регионах США развивается одно поколение в год. В среднеатлантических штатах вид развивается в двух поколениях за год, а южнее — даёт три поколения в год. В центральных штатах первое поколение появляется в апреле, второе — в июле. Южнее первое поколение появляется в марте, а второе и третье появляются соответственно через восемь—десять недель после бабочек первого поколения. Стадия яйца длится около 10 дней, стадия гусеницы — 6—7 недель, стадия куколки 1—2 недели. Продолжительность жизни имаго составляет около 7 дней.
Самки после спаривания откладывают 200—400 яиц поодиночке или небольшими группами на нижней стороне листьев кормовых растений древесных пород. Откладывание яиц самкой начинается вечером после завершения спаривания и продолжается несколько дней. Яйца имеют пятнистую бело-коричневую окраску, слегка овальную форму и примерно 1,5 мм в диаметре.
Гусеница за период развития проходит 5 возрастов. Каждый возраст (период между линьками) обычно длится около 4—10 дней. Гусеницы всех возрастов зеленые, хотя у первых двух возрастов имеются некоторые вариации, при которых они имеют черные пятна на спинной стороне тела. К концу развития гусеницы достигают длины до 70—90 мм в длину. Окукливаются на земле в тонком и однослойном шелковом коконе. Стадия куколки длится примерно 1—2 недели, если особь не находится в зимней диапаузе; в этом случае стадия куколки длится около девяти месяцев. Когда самки выходят из коконов, они летят к кормовым видам деревьев, испускают феромоны и ждут, пока самцы найдут их для спаривания. У имаго ротовой аппарат рудиментарный, и они не питаются. Живут за счёт жировых запасов, накопленных во время стадии гусеницы.

## Кормовые растения гусениц
Кормовые растения гусениц: береза бумажная (Betula papyrifera), гикори (Carya), орех (Juglans), сумах (Rhus), хурма виргинская (Diospyros virginiana) и ликвидамбар смолоносный (Liquidambar styraciflua).

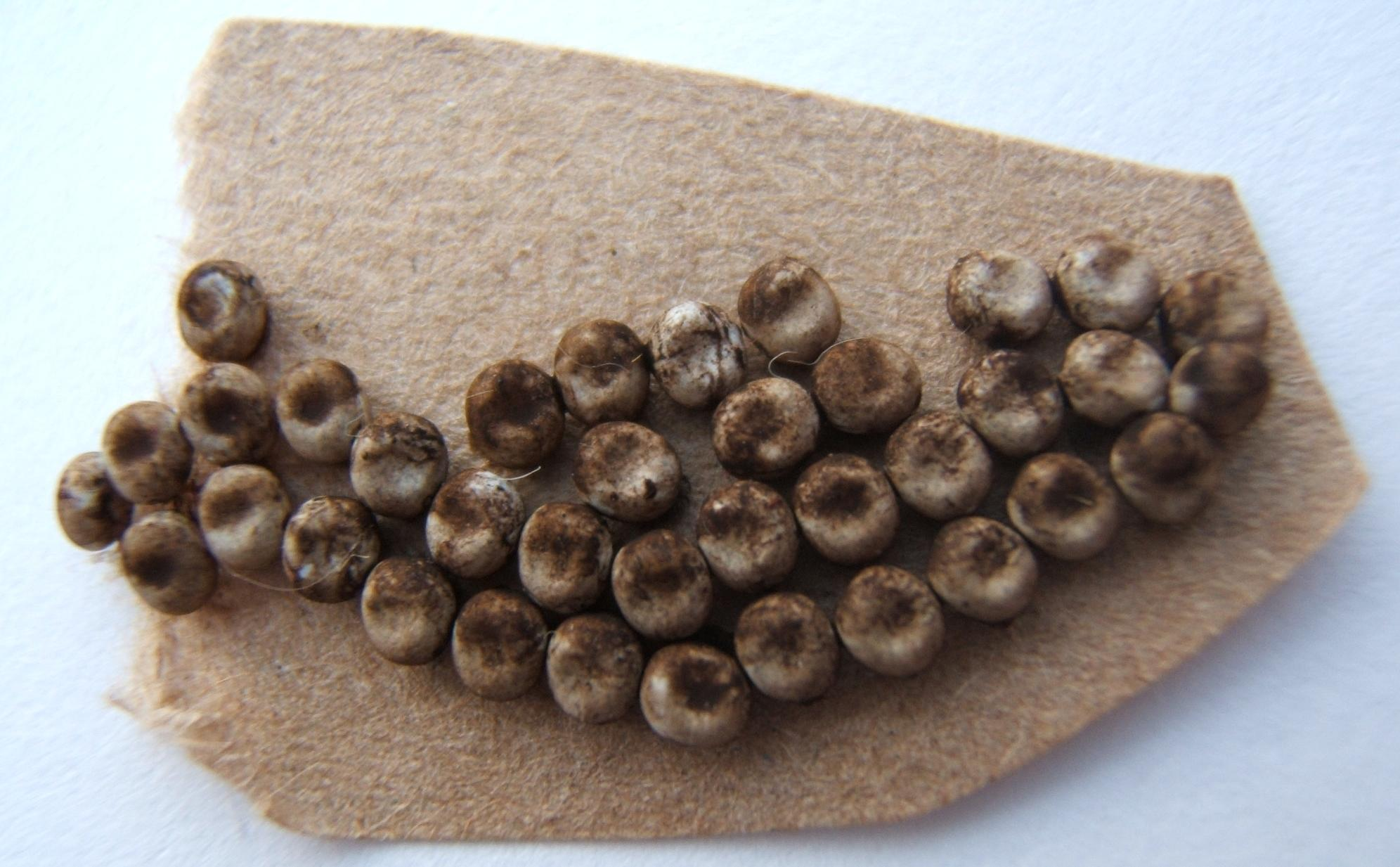
Яйца
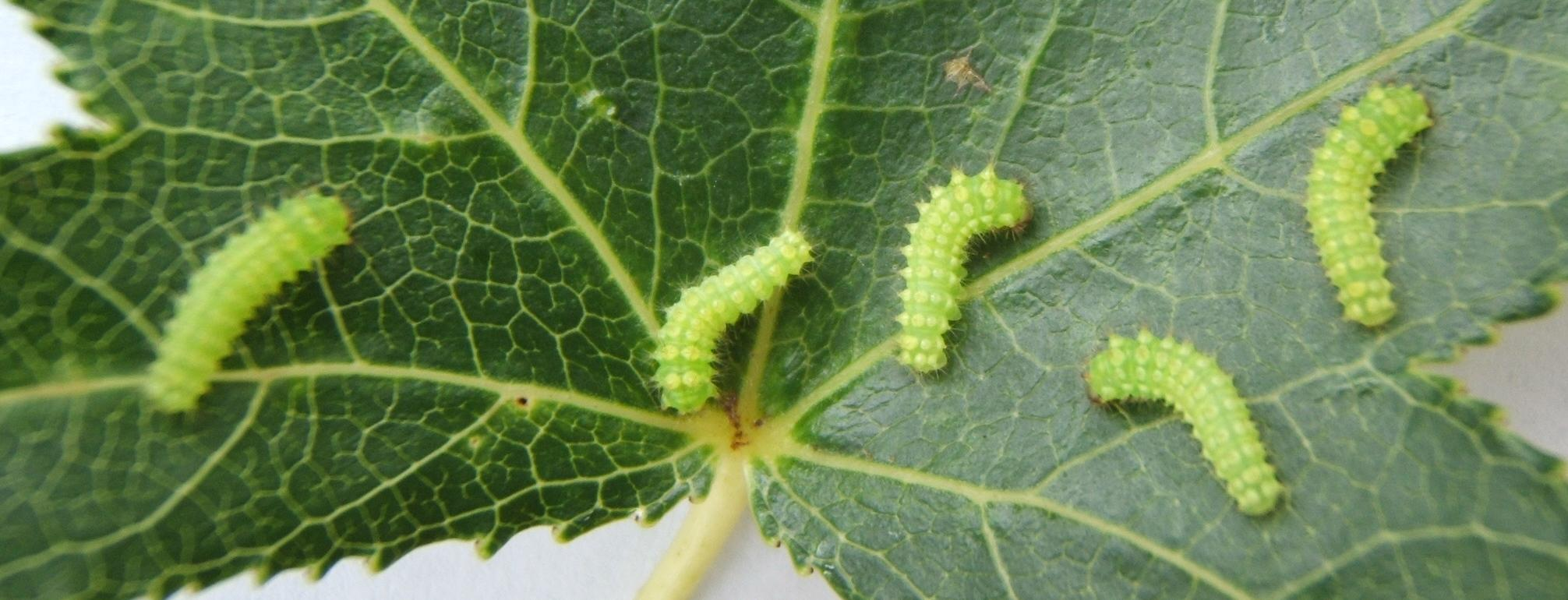
Молодые гусеницы
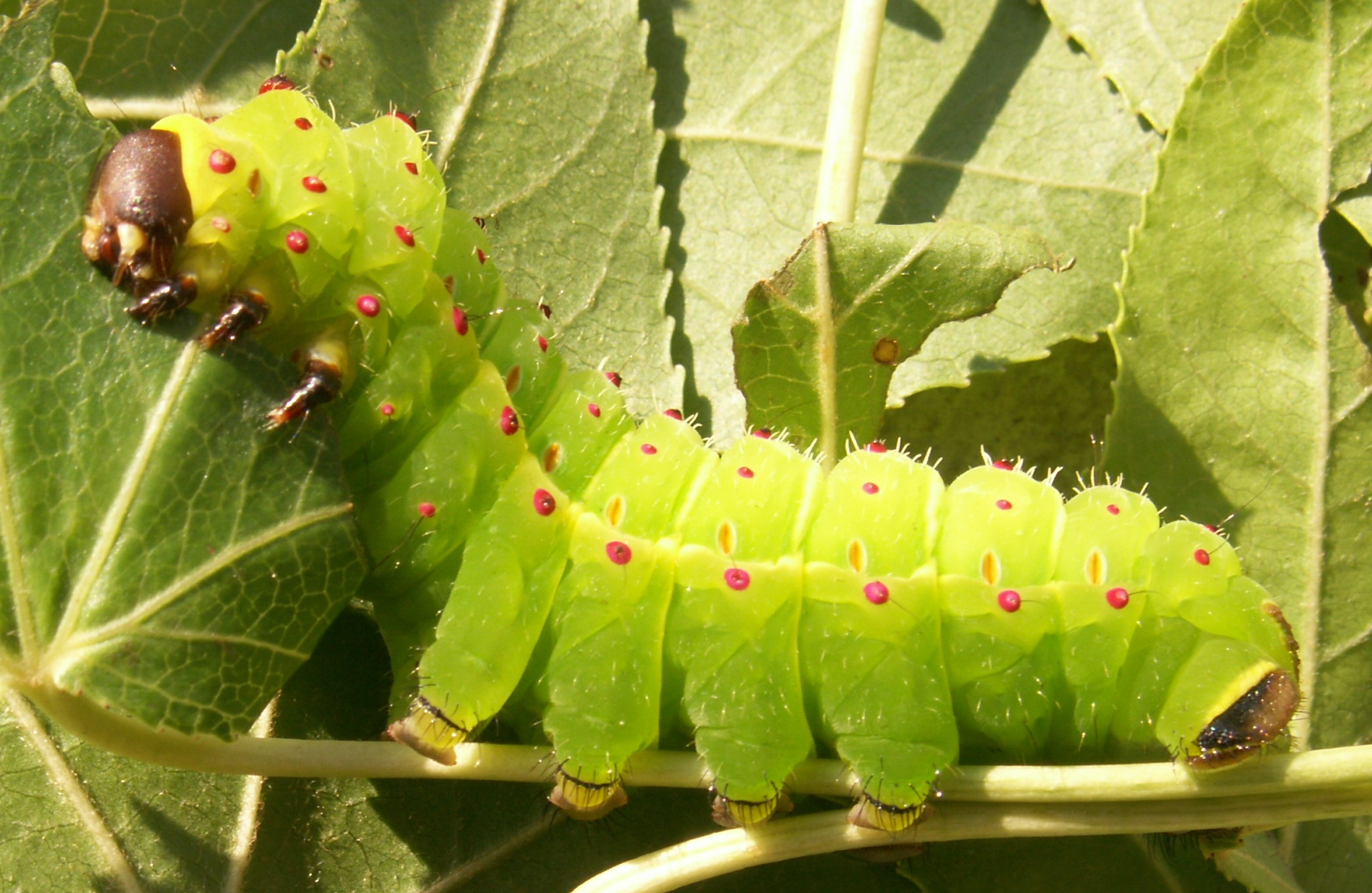
Взрослая гусеница
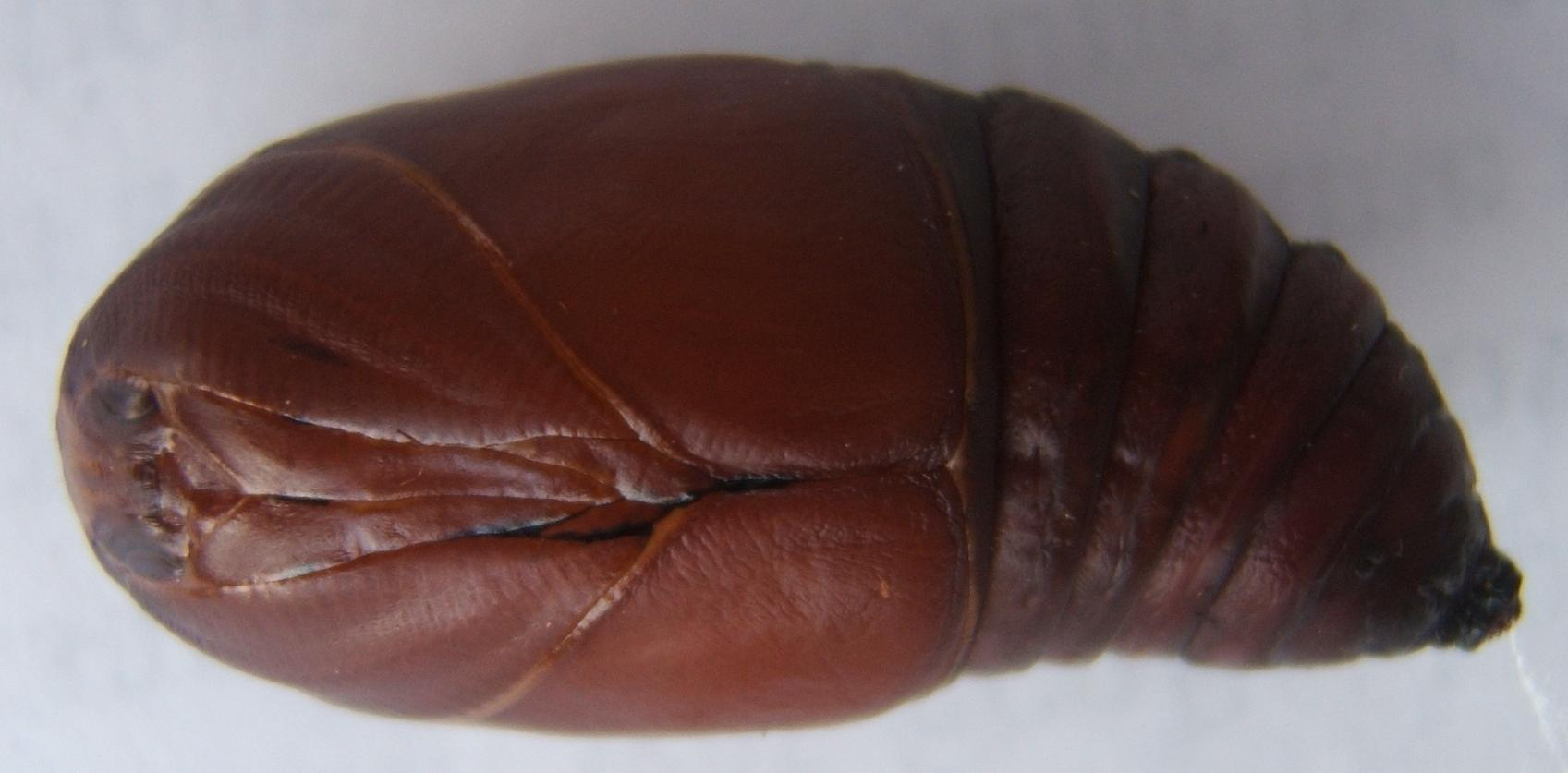
Куколка
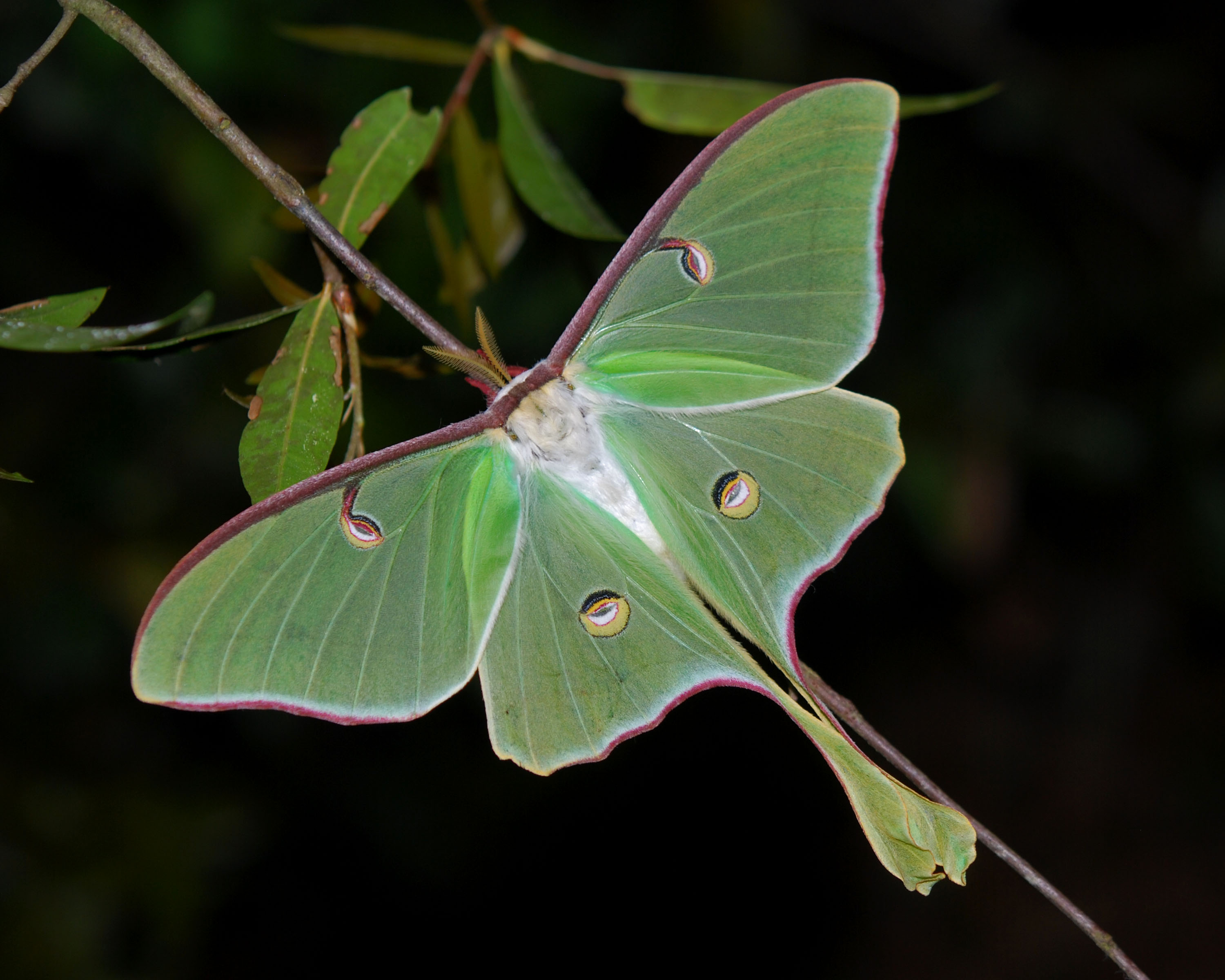
Самец